# Masao Ōno
Masao Ōno (大埜 正雄?, Ōno Masao; 2 marzo 1923 – 11 febbraio 2001) è stato un calciatore giapponese, di ruolo centrocampista.